# 'O surdato 'nnammurato

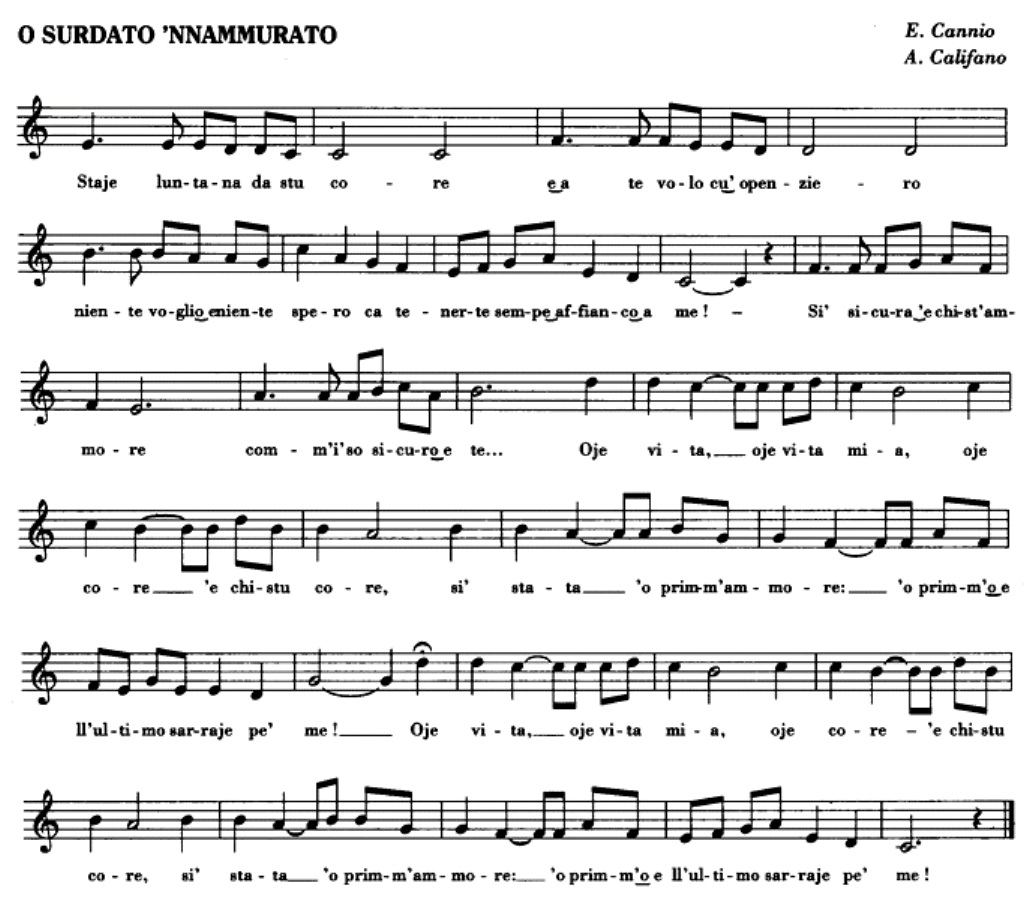
O surdato 'nnamurato

O surdato 'nnammurato (Zamilovaný voják) je jedna z nejslavnějších písní vůbec napsaných v neapolštině. Píseň složil roku 1915 skladatel Enrico Cannio (1874–1949) na slova básníka Aniella Califana (1870–1919) a popisuje smutek vojáka, který bojuje v první světové válce a trpí odloučením od milované ženy.
Píseň patří dodnes do repertoáru slavných tenorů (Luciano Pavarotti, Andrea Bocelli, José Carreras, Plácido Domingo), nezapomenutelná je interpretace písně italskou herečkou Annou Magnaniovou ve filmu La Sciantosa (1971, Zpěvačka) režiséra Alfreda Giannettiho, známá je také moderní verze Massima Ranieriho.
Fanoušci fotbalového klubu SSC Neapol považují píseň za svou neoficiální hymnu.

## Text v neapolštine
Staje luntana da stu core,

a te volo cu 'o penziero:

niente voglio e niente spero

ca tenerte sempe a fianco a me!

Si' sicura 'e chist'ammore

comm'i' so' sicuro 'e te…
Oje vita, oje vita mia…
oje core 'e chistu core…
si' stata 'o primmo ammore…
e 'o primmo e ll'ùrdemo sarraje pe' me!
Quanta notte nun te veco,

nun te sento 'int'a sti bbracce,

nun te vaso chesta faccia,

nun t'astregno forte 'mbraccio a me?!,

Ma, scetánnome 'a sti suonne,

mme faje chiagnere pe' te…
Oje vita….
Scrive sempe e sta' cuntenta:

io nun penzo che a te sola…

Nu penziero mme cunzola,

ca tu pienze sulamente a me…

'A cchiù bella 'e tutt 'e bbelle,

nun è maje cchiù bella 'e te!
Oje vita….